# 23-я улица (линия Восьмой авеню, Ай-эн-ди)
|   |     |     |     |     |   |
| · | · л | · э | · э | · л | · |

|   |     |     |     |     |   |
| · | · л | · э | · э | · л | · |

«23-я улица» (англ. 23rd Street) — станция Нью-Йоркского метрополитена, расположенная на линии Восьмой авеню, Ай-эн-ди. Станция находится в Манхэттене, на пересечении 8-й авеню, 23-й улицы. Станция была открыта 10 сентября 1932 года в составе первой очереди линии до Инвуда. На станции останавливаются маршруты: A (ночью), C (круглосуточно, кроме ночи) и E (круглосуточно). Станцию проходит без остановки маршрут A (круглосуточно, кроме ночи).
Станция отделана в жёлтых тонах, на стенах название станции выложено в виде мозаики. Имеются две боковые платформы, обслуживающие только локальные пути. Со станции ведут несколько выходов. С южного конца имеется турникетный зал (на уровне платформы), откуда можно попасть на 23-ю улицу. Здесь нет бесплатного перехода между платформами. Ещё два выхода располагаются в центре и в северном конце каждой из платформ, которые ведут к 24-й и 25-й улицам соответственно. Турникетные залы здесь расположены в мезонине выше, поэтому существует возможность бесплатного перехода между платформами.